# لیختن‌اشتاین در المپیک تابستانی ۲۰۲۴
کاروان المپیکی لیختن‌اشتاین متشکل از یک ورزشکار لیختن‌اشتاینی در بازی‌های المپیک تابستانی ۲۰۲۴ پاریس که از ۲۶ ژوئیه تا ۱۱ اوت ۲۰۲۴ ۲۰۲۴ (۵ تا ۲۱ امرداد ۱۴۰۳ خورشیدی) برگزار شد، شرکت کرد. این نوزدهمین حضور آنها از زمان نخستین حضور رسمی این کشور در سال ۱۹۳۶ بود. ورزشکاران لیختن‌اشتاین در هر دوره از بازی‌های المپیک تابستانی به جز دو مورد حضور داشته‌اند. هیچ ورزشکاری از لیختن‌اشتاین در بازی‌های المپیک تابستانی ۱۹۵۶ ملبورن حضور نداشت و در نهایت زمانی که مسکو میزبان بازی‌های المپیک تابستانی ۱۹۸۰ بود، به تحریم آمریکا پیوست. 
لیختن‌اشتاین نیز یکی دیگر از کشورهایی‌ست که هیچگاه موفق نشده است تا در المپیک تابستانی مدالی کسب کند. این وضعیت در این دوره از مسابقات نیز پابرجا بود و تنها ورزشکار این کشور نتوانست برای کشورش بر روی سکو برود و این کشور در رده‌بندی المپیک قرار نداشت.
کاروان ورزشی لیختن‌اشتاین، یکی از کوچکترین کاروان‌های این دوره از المپیک بود. پونتنر از طریق یک مکان جهانی که توسط اتحادیه دوچرخه‌سواری بین‌المللی ارائه شده است، واجد شرایط حضور در المپیک شده‌بود. او پرچمدار این کشور در مراسم گشایش بود و در رشته دوچرخه‌سواری کوهستان در ماده کراس کانتری مردان به رقابت پرداخت. او در نهایت در جایگاه بیست و هشتم قرار گرفت.
در این دوره از مسابقات، لیختن‌اشتاین به همراه بلیز، سومالی و نائورو یکی از کوچک‌ترین کاروان‌های اعزامی با یک ورزشکار بود.

## شرکت‌کنندگان
در زیر فهرست تنها ورزشی که شرکت‌کننده لیختن‌اشتاینی در المپیک ۲۰۲۴ پاریس در آن به رقابت پرداخت قابل مشاهده است.
| ورزش        | مردان | زنان | جمع |
| ----------- | ----- | ---- | --- |
| دوچرخه‌سواری | ۱     | ۰    | ۱   |
| جمع         | ۱     | ۰    | ۱   |

## دوچرخه‌سواری

### دوچرخه‌سواری در کوهستان
برای نخستین‌بار از المپیک سال ۱۹۹۲ در بارسلونا ، یک دوچرخه‌سوار کوهستانی لیختن‌اشتاینی با دریافت امتیاز جهانی، یک سهمیه را برای المپیک به دست آورد.  وی تنها ورزشکار این کشور در مسابقات المپیک است.
| ورزشکار       | رویداد             | زمان    | رتبه |
| ------------- | ------------------ | ------- | ---- |
| رومانو پونتنر | کراس کانتری مردانه | ۱:۳۴:۳۳ | ۲۸   |

او نتوانست مدالی را برای کشورش به‌دست آورد.